# Янчукан
Янчукан (рос. Янчукан) — селище міського типу Північно-Байкальського району, Бурятії Росії. Входить до складу Міського поселення селище Янчукан.
Населення — 308 осіб (2015 рік).